# Palpimanus subarmatus
Palpimanus subarmatus är en spindelart som beskrevs av Lawrence 1947. Palpimanus subarmatus ingår i släktet Palpimanus och familjen Palpimanidae. Inga underarter finns listade i Catalogue of Life.